# Aicle
Aicle 愛狂います。(aikuruimasu.) är ett japanskt Oshare Kei-band, bildat år 2006. 

## Medlemmar
- Emiru えみる - sång, 2006 - Idag
- Rubi ルビ - gitarr, 2006 - Idag
- Saran さらん - bas, 2006 - Idag

Tidigare medlem
- Keita けいた - gitarr, 2006-2009
- Reon 玲音(れおん) - trummor, 2006-2011

## Diskografi
- "MEMORIAL DAY (SINGEL)"
  - チョコサンドビスケットクリーム (Choco Sand Biscuit CREAM)
  - ゴメンなさい。 GOMEN Nasai

- "KYUUKEI MUGEN RENSA ~MIZUTAMA~"
  - 球形無限連鎖 〜ミズタマ〜 (Kyuukei mugen rensa ~MIZUTAMA~)
- "CHOCO SAND BISCUIT CREAM (DEMO)"
  - チョコサンドビスケットクリーム (Choco Sand Biscuit CREAM)
- "DOIKUIRO MARVEL (MAXI SINGEL)"
  - 僕は魔王 (Boku wa maou)
  - Cとソプラノ (C to Soprano)
  - 球形無限連鎖 〜ミズタマ〜 (Kyuukei mugen rensa ~MIZUTAMA~)
- "KAITAI SHINSHO (MAXI SINGEL)"
  - 猫の刻参り (Neko no Kiza Mairi)
  - デスロリ調ポップス (Death Loli CHOU Pops)
  - .眼球ワルツ (Gankyuu Waltz)
- "SHIDORO MODORO (SINGEL)"
  - シドロモドロ (Shidoro Modoro)
  - 星空、堕ちた (Hoshizora , Ochi Ta)

- "NEKURO NOMIKON (SINGEL)"
  - ネクロノミコン (Nekuro NOMIKON)
  - 裏姫 (Urahime)
- "TOUMEI NINGEN (SINGEL)"
  - トウメイニンゲン (Toumei Ningen)
  - スイマセンでした (Suimasen DESHITA)
- "CHOCO SAND BISCUIT CREAM (SINGEL)"
  - チョコサンドビスケットクリーム (Choco Sand Biscuit CREAM)
- "SUIMASEN DESHITA (DEMO)"
  - スイマセンでした (Suimasen DESHITA)
- "SHINZOU (FULLT ALBUM)"
  1. ~おしまい~ (~oshimai~)
  2. 心臓 (shinzou)
  3. 豚の王様「ニトログリセリン」 (Buta no Ousama "NITROGLYCERIN")
  4. 文化≠包丁 (bunka≠houchou)
  5. [d2b2]
  6. …うしろ。 (...ushiro)
  7. 骸骨のうた (Gakotsu Nouta)
  8. メルトダウン (meltdown)
  9. オカルト・キラー (occult. killer)
  10. . 首輪 (Kubiwa)
- "U-20 (OMNIBUS)"
  - Mousou MULTI
- "URAKAIZOKU BAN 005 (OMNIBUS)"
  - くるくるとまいじ (Kurukuru To Maiji)
- "CHIKYUU GI TSUUJOUBAN (SINGEL)"
  - はんまへっど (Hammerhead)
  - そうたいせい(ひみつ)りろん~たいむましん 2~ (Soutaisei (himitsu) riron ~ taimumashin 2~)
  - うさぎ (usagi)

- "PSYCHO X LETTER (SINGEL)"
  - サイコ x レタア  (Psycho X LETTER)
  - オーバードライヴ  (Obadoraivu)
  - まみむめモンスター君 (Ma Mi Mu Me MONSTER-KUN)
- "QUE SERA:SERA (SINGEL)
  - ケセラ:セラ (Que sera:sera)
  - あおいろ1号 (Aoiro 1 Gou)
  - 暗殺 -ANSATSU-